# Schiebel Elektronische Geräte

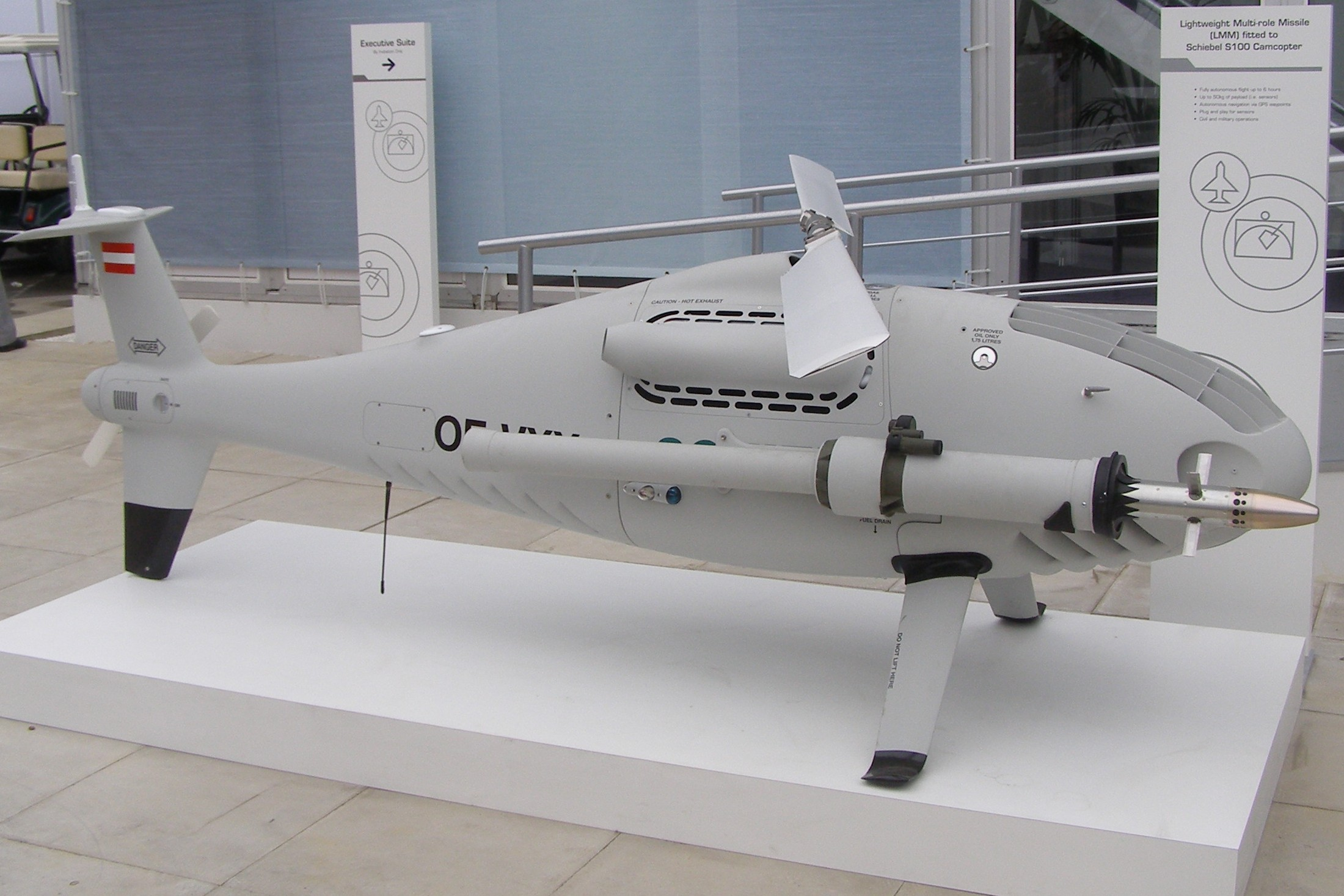
Un Camcopter S-100 in versione UCAV equipaggiato con un Lightweight Multirole Missile.

La Schiebel Elektronische Geräte GmbH è un'azienda austriaca con sede a Vienna e presente sul mercato del settore difesa con apparecchiature elettroniche e mezzi atti alla sorveglianza aerea in ambito civile e militare.
Fondata da Hans Georg Schiebel nel 1951 ed attiva nel campo delle microcomponenti elettriche ed elettroniche quali gli interruttori montati sulle lavatrici, diversificò in seguito la sua produzione affacciandosi al mercato dei dispositivi cercametalli (Metal Detector) ottenendo, negli anni ottanta una commessa da parte del United States Army, l'esercito degli Stati Uniti d'America, per 18 000 apparecchiature per l'individuazione di mine.
Dagli anni duemila è entrata con un nuovo prodotto nel mercato del settore difesa sviluppando un aeromobile a pilotaggio remoto ad ala mobile, il Camcopter S-100, destinato oltre che al mercato militare anche a quello civile.